# 32310 Asherwillner
32310 Asherwillner este o planetă minoră (asteroid), cu un diametru de 3,373 km, din centura de asteroizi. A fost descoperită pe 24 august 2000 la Experimental Test Site⁠(d) de Lincoln Near-Earth Asteroid Research. 
Obiectul prezintă o orbită caracterizată de o semiaxă mare de 2,5989115 UAi, o excentricitate de 0,16, o înclinație de 3,43794 ° în raport cu ecliptica.